# Орехово-Зуевский проезд
Оре́хово-Зу́евский прое́зд (название утверждено 20 мая 1964 года) — улица в Москве, на территории района Нижегородский (Юго-Восточный округ).
Проезд проходит вдоль магистральной линии железной дороги горьковского направления, начинаясь от Рязанского проспекта недалеко от платформы «Карачарово» и заканчиваясь тупиком недалеко от Симоновской железнодорожной ветки (Бойня — Перово). Справа примыкают 2-й Карачаровский проезд и Чистопольская улица.
Нумерация домов начинается от Рязанского проспекта.

## Происхождение названия
Проезд был застроен, когда эта территория относилась к городу Перово, и тогда носил название Первая Подмосковная улица. В 1960 году территория города Перово была включена в состав Москвы. 20 мая 1964 года улица стала называться Орехово-Зуевский проезд по подмосковному городу Орехово-Зуево в связи расположением на востоке Москвы.

## Транспорт

### Наземный транспорт
По улице не проходят маршруты общественного транспорта.

### Ж/д транспорт
- Нижегородская — платформа Горьковского направления МЖД
- Чухлинка — платформа Горьковского направления МЖД
- Перово - платформа Казанского направления МЖД

### Ближайшие станции метро
- Стахановская,  Нижегородская